# Leitlinien-Manual

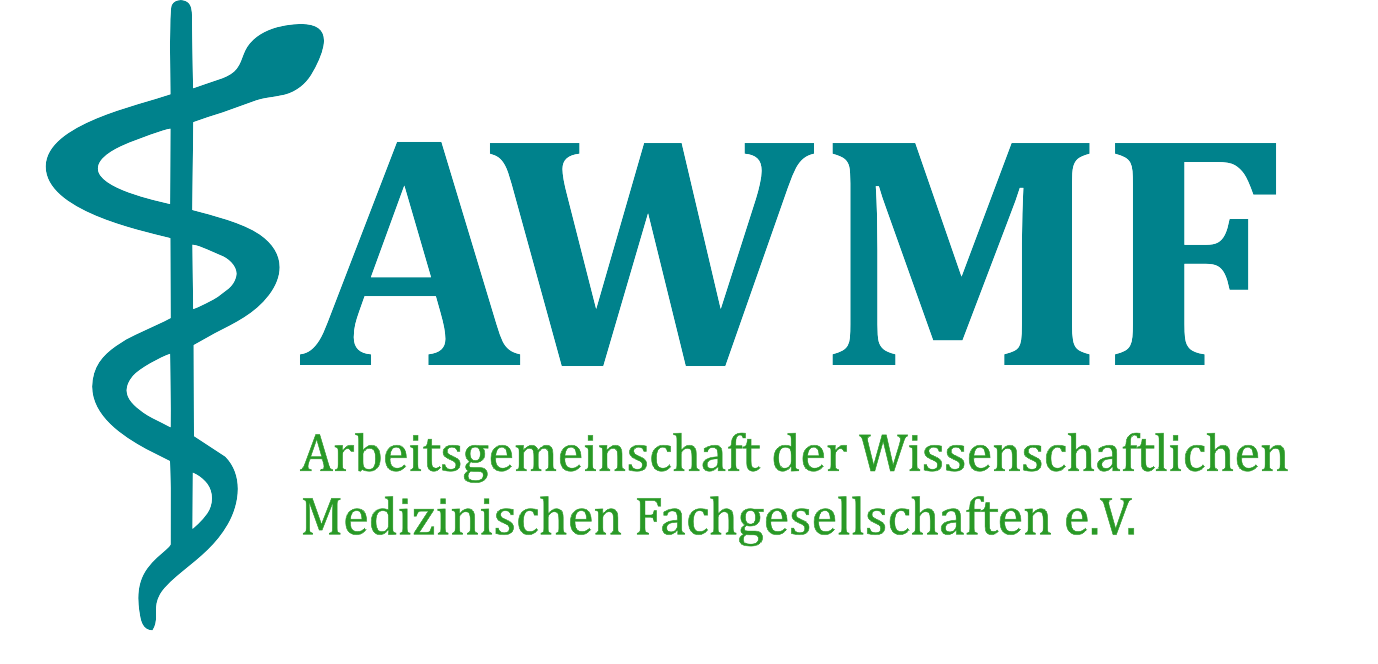

Das Leitlinien-Manual von AWMF und ÄZQ ist ein vom Ärztlichen Zentrum für Qualität in der Medizin (ÄZQ) als Bestandteil des ÄZQ-Leitlinienprogramms Ende der 1990er Jahre entwickelter und im Jahr 200 gemeinsam mit der Arbeitsgemeinschaft der Wissenschaftlichen Medizinischen Fachgesellschaften (AWMF) herausgegebener Leitfaden für die Entwicklung, Erstellung und Veröffentlichung von medizinischen Leitlinien.

Der Leitfaden diente der Sicherstellung und Darlegung der Qualität von Leitlinien im Rahmen der Leitlinienprogramme der AWMF und des ÄZQ.

## Inhaltliche Grundlagen
Inhaltliche Grundlagen waren 
- die Beurteilungskriterien von Bundesärztekammer und Kassenärztlicher Bundesvereinigung” von 1997 (sogenannte”Leitlinie für Leitlinien” von BÄK und KBV)[2]
- die Checkliste „Methodische Qualität von Leitlinien“[3][4] und
- die "Qualitätskriterien für Leitlinien" der AMWF.[5]

Formal orientierte sich das Manual am Leitfaden des schottischen Leitliniennetzwerk SIGN.

## Ziele
Die Ablaufpläne, Hilfen und Werkzeuge des Leitfadens richteten sich an die Entwickler und Nutzer medizinischer Leitlinien-Entwickler. Ziel war es, Leitlinien der deutschen medizinischen Fachgesellschaften und anderer Leitlinienersteller (z. B. der Arzneimittelkommission der Deutschen Ärzteschaft) nach einem reproduzierbaren Verfahren mit einem bestmöglichen wissenschaftlichen Anspruch erstellen zu lassen und den Erstellungsprozess transparent zu machen.

## Inhalt
Die Inhalte des Leitlinien-Manuals orientieren sich an den zur Zeit der Erstellung bekannten international akzeptierten Qualitätskriterien für Leitlinien. 
Die Kapitel behandeln die folgenden Themen: 
- Leitlinien-Definitionen und Ziele
- Organisation der Leitlinien-Entwicklung
- Auswahl des Leitlinien-Themas
- Autoren der Leitlinie
- Systematische Evidenz-Recherche
- Formulierung der Empfehlungen
- Begutachtung und Pilotversuch
- Präsentation, Disseminierung, Implementierung
- Planmäßige Überarbeitung

## Bedeutung
Der Leitfaden war bis 2004 die methodische Grundlage des Leitlinienclearingverfahrens bei ÄZQ und wurde dadurch von den Organisationen von Ärzteschaft, Klinken und Krankenversicherung in Deutschland allgemein akzeptiert. Es diente weiterhin als Grundlage für die Entwicklung der methodischen Anforderung der AWMF an die Leitlinien der Fachgesellschaften im AWMF-Regelwerk Leitlinien, der Methodik des Programms für Nationale Versorgungsleitlinien sowie des Leitlinienprogramms Onkologie.  